# Catharsius polynices
Catharsius polynices là một loài bọ cánh cứng trong họ Bọ hung (Scarabaeidae).